# 도이 노부히로
도이 노부히로(일본어: 土井裕泰, 1964년 4월 11일 ~ )는 일본의 TBS의 제작 1부 소속의 영화 감독, 드라마 PD이다.

## 약력
와세다 대학 정경학부 졸업한 후 TBS에 입사했다. 이후, 텔레비전 드라마의 화제작을 다수 연출하며 TBS의 간판 감독으로 불린다.
대표작으로 드라마 《사랑한다고 말해줘》, 《마녀의 조건》, 《뷰티플 라이프~둘이 함께 한 나날》, 《GOOD LUCK!!》, 영화　《지금, 만나러 갑니다》, 《눈물이 주룩주룩》등이 있다.
2002년 한일공동으로 제작된 드라마 《프렌즈》의 연출을 맡기도 하였다.

## 작품 목록

### 영화
- 2021년 《꽃다발 같은 사랑을 했다》
- 2020년 《죄의 목소리》
- 2015년 《불량소녀, 너를 응원해!》(원제목: 비리갸루)
- 2012년 《기린의 날개~ 신참자 극장판》
- 2010년 《하나미즈키》
- 2006년 《눈물이 주룩주룩》
- 2004년 《지금, 만나러 갑니다》

### 드라마
- 2017년 《콰르텟》
- 2016년 《도망치는 건 부끄럽지만 도움이 된다》
- 2016년 《중쇄를 찍자!》
- 2015년 《코우노도리》
- 2014년 《아버지의 등 '키타 벳푸상, 시작하시죠'》 ※옴니버스 드라마
- 2014년 《종전 69년 특별기획 '먼 약속~별이 아이들~'》
- 2014년 《S -최후의 경관-》
- 2013년 《하늘을 나는 홍보실》
- 2012년 《운명의 사람》
- 2011년 《붉은 손가락》
- 2010년 《자만 형사》
- 2009년 《천국에서 너를 만나면》
- 2009년 《러브 셔플》
- 2008년 《엽기적인 그녀》
- 2007년 《농담 아니야!》
- 2006년 《사토미 팔견전》
- 2005년 《M의 비극》
- 2004년 《오렌지 데이즈》
- 2003년 《맨하탄 러브스토리》
- 2003년 《GOOD LUCK!!》
- 2002년 《태양의 계절》
- 2002년 《꿈의 캘리포니아》
- 2002년 《프렌즈》 ※한일합작
- 2001년 《러브 스토리》
- 2001년 《SOS (Strawberry On the Short Cake)》
- 2000년 《백년의 이야기 현대편》
- 2000년 《뷰티풀 라이프~둘이 함께 한 나날》
- 1999년 《아름다운 사람》
- 1999년 《마녀의 조건》
- 1998년 《PU-PU-PU》
- 1998년 《랑데부》
- 1998년 《해후》
- 1997년 《이상적 결혼》
- 1996년 《캠퍼스 노트》
- 1996년 《한낮의 달》
- 1995년 《사랑한다고 말해줘》
- 1995년 《세컨드 찬스》
- 1994년 《나의 운명》